# فرودگاه شالون واتری
فرودگاه شالون واتری (به فرانسوی: L’aéroport de Châlons - Vatry) یک فرودگاه همگانی با کد یاتا XCR است که یک باند فرود بتن دارد و طول باند آن ۳۸۶۰ متر است. این فرودگاه در شهر شلونزان شامپاین کشور فرانسه قرار دارد و در ارتفاع ۱۷۹ متری از سطح دریا واقع شده‌است.

## شرکت‌های هواپیمایی و مقصدهای پروازی
| شرکت‌های هواپیمایی                   | مقصدهای پروازی |
| ----------------------------------- | -------------- |
| Swaziland Airlink اجرا توسط ایرلینک | اولیور تامبو   |